# Chiara D’Amico
Chiara D’Amico (* 22. April 2001 in Offenbach am Main) ist eine deutsche Sängerin. Sie belegte 2020 den zweiten Platz bei Deutschland sucht den Superstar.

## Leben
Ihre Eltern kommen aus Italien. D'Amico bewarb sich für die 16. Staffel von Deutschland sucht den Superstar, schied aber im Recall aus. Ein Jahr später bewarb sie sich für die 17. Staffel der Castingshow und schaffte es bis ins Finale. Dort sang Chiara D’Amico die Lieder … Baby One More Time von Britney Spears, Dance Monkey von Tones and I und den von Dieter Bohlen geschriebenen Song Eine Nacht, mit dem sie Platz 2 erreichte.
Am 9. Juli 2020 erschien der Song Böse Jungs, der über das Label Pdnd Europe GmbH veröffentlicht wurde.
Von 2021 bis 2022 spielte sie in der RTL2-Soap Krass Schule – Die jungen Lehrer mit.

## Diskografie
Singles
- 2019: Non me po’ tratta’ accussi
- 2019: S’arrubate ’o core (mit Benny G)
- 2019: Ti amo amore (mit Ivan Corso)
- 2019: Te pretendo
- 2019: Nun so’ ’na bambola
- 2019: Mi sono innamorata
- 2020: Eine Nacht
- 2020: Böse Jungs
- 2020: Perché c'è lei
- 2020: A scema so' solo io
- 2021: Kyakkyawa (mit Bello Sisqo)
- 2022: In alto mare (mit Erminia Franzese)
- 2022: Abstand
- 2022: Tutt' n'ata cosa (mit Mirko Dionisi)
- 2023: Risiko